# Tim Johnson (politikus)
Tim Johnson (Canton, 1946. december 28. – Sioux Falls, 2024. október 8.) amerikai politikus, kongresszusi képviselő (1987–1997), szenátor (Dél-Dakota, 1997–2015). A Demokrata Párt tagja.

## Pályafutása
A Dél-Dakotai Egyetemen kapta meg alapdiplomáját 1969-ben, majd a következő évben ugyanott M.A. fokozatot szerzett. 1970–71-ben a Michigani Egyetemen posztgraduális tanulmányokat folytatott, amíg a michigani állami szenátusban volt költségvetési tanácsadó. Ezután visszatért a Dél-Dakotai Egyetemre, ahol 1975-ben jogi végzettséget szerzett.
A dél-dakotai Vermillionban ügyvédként dolgozott 1979-ig, amikor kezdetét vette politikai pályafutása. 1979-től 1982-ig a dél-dakotai képviselőház tagja volt, majd 1983-tól 1986-ig az állam szenátusában szolgált. 1986-ban megválasztották a washingtoni Kongresszusba Dél-Dakota képviselőjének. A következő négy választás mindegyikén újraválasztották, így végül 1987. január 3-tól 1997. január 2-ig képviselte államát szövetségi alsóházban.
1996-ban szenátorrá választották, és miután 2002-ben és 2008-ban ismét bizalmat szavaztak neki a dél-dakotai polgárok, összesen 18 évet (1997. január 3-tól 2015. január 3-ig) szolgált a Szenátusban.